# Intel Core 2
O Core 2 é uma geração de processadores lançada pela Intel (os primeiros modelos foram lançados oficialmente em 27 de julho de 2006). A chegada do Core 2 significou a substituição da marca Pentium como designação dos modelos topo de linha, como vinha sendo feito pela companhia desde 1993 (recentemente, a Intel voltou a usar a marca Pentium, mas para modelos intermediários e de entrada). O Core 2 também é a reunião das linhas de processadores para micros de mesa e portáteis, o que não acontecia desde 2003, quando houve a divisão entre a linhas Pentium 4 e Pentium M. Apesar de ele ser o sucessor do Pentium 4, sua arquitetura foi baseada maioritariamente no Pentium III, com várias melhorias, algumas presentes também no Pentium M.

## Modelos
Os modelos mais comuns e conhecidos do Core 2 se chamam Core 2 Duo (com núcleo duplo), mas existem também os modelos Core 2 Quad (com núcleo quádruplo), Core 2 Extreme (para entusiastas) e Core 2 Solo (com núcleo simples, para portáteis). Os primeiros processadores Core 2 tinham os núcleos "Conroe" (para computadores de mesa) e "Merom" (para portáteis), mas depois foram lançados o "Allendale" (um Conroe com menos memória cache), o "Kentsfield" (um Conroe "duplicado", para formar o núcleo quádruplo) e o "Merom-L" (versão do Merom com núcleo simples). Posteriormente, a Intel melhorou o processo de fabricação, baixando a lisura de 65 para 45 nm, e com isso lançou os núcleos "Penryn", "Wolfdale" e "Yorkfield", que são os sucessores, respectivamente, do Merom, do Conroe e do Kentsfield.
Apesar do "Woodcrest", do "Clovertown" e do "Harpertown", processadores para servidores e estações de trabalho, serem baseados na mesma arquitetura do Core 2, eles foram batizados com a marca Xeon, que já era usada pela Intel para este segmento. Do mesmo modo, a companhia batizou de Pentium Dual-Core e Celeron vários modelos baseados no Core 2 e direcionados aos segmentos intermediário e de entrada, com núcleos Allendale e "Conroe-L" (versão do Conroe com núcleo simples).

### Core 2 Quad
Produzidos para computadores de mesa, esses processadores apresentam nucleos Kentsfield(65 nm) e Yorkfield(45 nm), Usam a marca Core 2 Quad.
A tecnologia quad core de processadores faz com que ele obtenha 4 núcleos, aumentando a velocidade de processamento por pulso de clock distribuindo o processamento de dados entre todos os núcleos, ganhando assim um maior desempenho.
O clock pode alcançar até 3.33GHz. Em overclocking, com cooler de ar, até 4.0Ghz, e com cooler de refrigeração baseada em água até 5Ghz. Com refrigeração a nitrogênio líquido (somente em experimentos) já foram alcançados 8.32Ghz [carece de fontes?]

## Arquitetura
O lançamento do Core 2 Duo marcou uma inflexão na estratégia tecnológica da Intel. O desenho de seus processadores anteriores, o Pentium 4 e o Pentium D, privilegiava a obtenção das maiores freqüências possíveis, mesmo em detrimento da relação desempenho/clock. Com o Core 2, a Intel preferiu investir na melhoria do barramento, do cache e outras características que permitissem um aumento de performance sem um grande aumento da freqüência, do consumo elétrico e do calor dissipado. O Core 2 foi lançado com freqüências bem mais baixas (em média) que a linha anterior, mas ainda assim obteve desempenho melhor devido a utilização de da tecnologia push, criando mais 2 núcleos lógicos. O Core 2 Duo tem um TDP (Thermal Design Power) de apenas 65 W, o que representa uma significativa redução de consumo de energia em relação ao seu antecessor, o Pentium D, que tinha um TDP de até 130 W.
O Core 2 inclui entre suas tecnologias Intel 64, Tecnologia de Virtualização Intel, Bit de desativação de execução e Enhanced Intel SpeedStep Technology. Como novidades, chegam a Intel Trusted Execution Technology, SSSE3 e a Tecnologia de Gerenciamento Ativo.[carece de fontes?]

## Plataforma
Todos os processadores Core 2 para computadores de mesa usam o Soquete LGA775, o mesmo do Pentium D e das últimas versões do Pentium 4, e são compatíveis pino-a-pino com estes. Isto significa que, apesar da Intel na época do lançamento ter indicado explicitamente os chipsets 975X e os da família 965 Express como os únicos compatíveis com os novos processadores, na verdade eles funcionam perfeitamente com chipsets mais antigos, desde que a placa-mãe suporte as tensões dos processadores Core 2, que são mais baixas do que as do Pentium D e anteriores. Um exemplo disso é a placa-mãe ConRoe865PE, da ASRock, que suporta vários processadores Core 2 e tem o chipset Intel 865PE, lançado 3 anos antes do próprio Core 2. Exemplos semelhantes também podem ser encontrados com chipsets da NVIDIA, VIA, SiS e ATI.
Quando do lançamento dos processadores Core 2 com barramento de 1333 MHz, a Intel lançou também uma nova família de chipsets, conhecida internamente como "Bearlake", que suporta este barramento e inclui os modelos X38, P35 e G35, entre outros. Já a NVIDIA também lançou novos chipsets compatíveis, os nForce das séries 600 e 700.

## Desempenho
Testes realizados com os processadores Core 2 mostraram um grande desempenho em jogos e aplicações populares. O lançamento do Core 2 acirrou ainda mais o mercado de chips, e obrigou a AMD a cortar drasticamente os preços de seus processadores, para que pudessem competir em melhores condições com os produtos da Intel. Mas mesmo assim tendo desempenho um pouco inferior em relação a estes novos processadores da Intel, que tinha perdido no mesmo caso quando tinha lançado o Pentium 4, que tinha um desempenho inferior aos seus concorrentes da época como os Athlons.

## Lista de Modelos
(informações oficiais e oficiosas)

### Para computadores de mesa

#### Core 2 Duo
| Modelo | Freqüência     | Núcleo    | Cache L2 | Barramento | Multiplicador | TDP  | Intel TXT |
| ------ | -------------- | --------- | -------- | ---------- | ------------- | ---- | --------- |
| E4300  | 1800 Megahertz | Allendale | 2 MiB    | 800 MHz    | 9x            | 65 W | Sim       |
| E4400  | 2000 Megahertz | Conroe*   | 2 MiB    | 800 MHz    | 10x           | 65 W | Sim       |
| E4500  | 2200 Megahertz | Allendale | 2 MiB    | 800 MHz    | 11x           | 65 W | Sim       |
| E4600  | 2400 Megahertz | Allendale | 2 MiB    | 800 MHz    | 12x           | 65 W | Sim       |
| E4700  | 2600 Megahertz | Allendale | 2 MiB    | 800 MHz    | 13x           | 65 W | Sim       |
| E6300  | 1866 Megahertz | Conroe*   | 2 MiB    | 1066 MHz   | 7x            | 65 W | Sim       |
| E6320  | 1866 Megahertz | Conroe    | 4 MB     | 1066 MHz   | 7x            | 65 W | Sim       |
| E6400  | 2133 Megahertz | Conroe*   | 2 MB     | 1066 MHz   | 8x            | 65 W | Sim       |
| E6420  | 2133 Megahertz | Conroe    | 4 MB     | 1066 MHz   | 8x            | 65 W | Sim       |
| E6540  | 2330 Megahertz | Conroe    | 4 MB     | 1333 MHz   | 7x            | 65 W | Não       |
| E6550  | 2330 Megahertz | Conroe    | 4 MiB    | 1333 MHz   | 7x            | 65 W | Sim       |
| E6600  | 2400 Megahertz | Conroe    | 4 MB     | 1066 MHz   | 9x            | 65 W | Sim       |
| E6700  | 2667 Megahertz | Conroe    | 4 MB     | 1066 MHz   | 10x           | 65 W | Sim       |
| E6750  | 2667 Megahertz | Conroe    | 4 MB     | 1333 MHz   | 8x            | 65 W | Sim       |
| E6850  | 3000 Megahertz | Conroe    | 4 MB     | 1333 MHz   | 9x            | 65 W | Sim       |
| E7200  | 2530 Megahertz | Wolfdale  | 3 MB     | 1066 MHz   | 9,5x          | 65 W | Sim       |
| E7300  | 2667 Megahertz | Wolfdale  | 3 MiB    | 1066 MHz   | 10x           | 65 W | Sim       |
| E7400  | 2800 Megahertz | Wolfdale  | 3 MiB    | 1066 MHz   | 10,5x         | 65 W | Sim       |
| E7500  | 2933 Megahertz | Wolfdale  | 3 MiB    | 1066 MHz   | 11x           | 65 W | Sim       |
| E7600  | 3066 Megahertz | Wolfdale  | 3 MiB    | 1066 MHz   | 11,5x         | 65 W | Sim       |
| E8190  | 2667 Megahertz | Wolfdale  | 6 MiB    | 1333 MHz   | 8x            | 65 W | Sim       |
| E8200  | 2667 Megahertz | Wolfdale  | 6 MiB    | 1333 MHz   | 8x            | 65 W | Sim       |
| E8300  | 2837 Megahertz | Wolfdale  | 6 MiB    | 1333 MHz   | 8,5x          | 65 W | Sim       |
| E8400  | 3000 Megahertz | Wolfdale  | 6 MB     | 1333 MHz   | 9x            | 65 W | Sim       |
| E8500  | 3167 Megahertz | Wolfdale  | 6 MiB    | 1333 MHz   | 9,5x          | 65 W | Sim       |
| E8600  | 3330 Megahertz | Wolfdale  | 6 MiB    | 1333 MHz   | 10x           | 65 W | Sim       |
| E8700  | 3500 Megahertz | Wolfdale  | 6 MiB    | 1333 MHz   | 10,5x         | 65 W | Sim       |

* Apesar desses modelos terem apenas 2 MB de cache L2, o núcleo deles não é o Allendale, e sim o Conroe (com parte do cache desabilitado). Isto ocorreu porque o Allendale só começou a ser produzido depois do lançamento deles. Com a reorganização posterior da grade da Intel, esses modelos foram descontinuados.

#### Core 2 Quad
| Modelo    | Freqüência | Núcleo     | Cache L2  | Barramento | Multiplicador | TDP   |
| --------- | ---------- | ---------- | --------- | ---------- | ------------- | ----- |
| Q6600(B3) | 2400 MHz   | Kentsfield | 2 x 4 MiB | 1066 MHz   | 9x            | 105 W |
| Q6600(G0) | 2400 MHz   | Kentsfield | 2 x 4 MiB | 1066 MHz   | 9x            | 95 W  |
| Q6700     | 2660 MHz   | Kentsfield | 2 x 4 MiB | 1066 MHz   | 10x           | 105 W |
| Q8200     | 2330 MHz   | Yorkfield  | 2 x 2 MiB | 1333 MHz   | 7x            | 95 W  |
| Q8200S    | 2330 MHz   | Yorkfield  | 2 x 2 MiB | 1333 MHz   | 7x            | 65 W  |
| Q8300     | 2500 MHz   | Yorkfield  | 2 x 2 MiB | 1333 MHz   | 7,5x          | 95 W  |
| Q8400     | 2660 MHz   | Yorkfield  | 2 x 2 MiB | 1333 MHz   | 8x            | 95 W  |
| Q8400S    | 2660 MHz   | Yorkfield  | 2 x 2 MiB | 1333 MHz   | 8x            | 65 W  |
| Q9000     | 2000 MHz   | Yorkfield  | 2 x 3 MiB | 1066 MHz   | 7,5x          | 45 W  |
| Q9100     | 2260 MHz   | Yorkfield  | 2 x 6 MiB | 1066 MHz   | 8,5x          | 45 W  |
| Q9300     | 2500 MHz   | Yorkfield  | 2 x 3 MiB | 1333 MHz   | 7,5x          | 95 W  |
| Q9400     | 2660 MHz   | Yorkfield  | 2 x 3 MiB | 1333 MHz   | 8x            | 95 W  |
| Q9400S    | 2660 MHz   | Yorkfield  | 2 x 3 MiB | 1333 MHz   | 8x            | 65 W  |
| Q9450     | 2660 MHz   | Yorkfield  | 2 x 6 MiB | 1333 MHz   | 8x            | 95 W  |
| Q9550     | 2830 MHz   | Yorkfield  | 2 x 6 MiB | 1333 MHz   | 8,5x          | 95 W  |
| Q9550S    | 2830 MHz   | Yorkfield  | 2 x 6 MiB | 1333 MHz   | 8,5x          | 65 W  |
| Q9650     | 3000 MHz   | Yorkfield  | 2 x 6 MiB | 1333 MHz   | 9x            | 95 W  |

#### Core 2 Extreme
| Modelo | Freqüência | Núcleo     | Multi-núcleo | Cache L2  | Barramento | Multiplicador | TDP   |
| ------ | ---------- | ---------- | ------------ | --------- | ---------- | ------------- | ----- |
| X6800  | 2930 MHz   | Conroe     | Duplo        | 4 MiB     | 1066 MHz   | 11x*          | 75 W  |
| X7800  | 2600 MHz   | Conroe     | Duplo        | 4 MiB     | 800 MHz    | 11x*          | 75 W  |
| X7900  | 2800 MHz   | Conroe     | Duplo        | 4 MiB     | 800 MHz    | 11x*          | 75 W  |
| QX6700 | 2660 MHz   | Kentsfield | Quádruplo    | 2 x 4 MiB | 1066 MHz   | 10x*          | 130 W |
| QX6800 | 2933 MHz   | Kentsfield | Quádruplo    | 2 x 4 MiB | 1066 MHz   | 11x*          | 130 W |
| QX6850 | 3000 MHz   | Kentsfield | Quádruplo    | 2 x 4 MiB | 1333 MHz   | 9x*           | 130 W |
| QX9650 | 3000 MHz   | Yorkfield  | Quádruplo    | 2 x 6 MiB | 1333 MHz   | 9x*           | 130 W |
| QX9770 | 3200 MHz   | Yorkfield  | Quádruplo    | 2 x 6 MiB | 1600 MHz   | 8x*           | 136 W |
| QX9775 | 3200 MHz   | Yorkfield  | Quádruplo    | 2 x 6 MiB | 1600 MHz   | 8x*           | 150 W |

* Multiplicador padrão. A série "Extreme" da Intel possui o multiplicador destravado, podendo ser mudado para mais.

### Para computadores portáteis

#### Core 2 Duo (Tensão padrão)
| Modelo | Freqüência | Núcleo | Cache L2 | Barramento | Multiplicador | TDP    |
| ------ | ---------- | ------ | -------- | ---------- | ------------- | ------ |
| T2050  | 1600 MHz   | Yonah  | 2 MiB    | 533 MHz    | 12x           | 31 W   |
| T2250  | 1733 MHz   | Yonah  | 2 MiB    | 533 MHz    | 13x           | 31 W   |
| T2350  | 1862 MHz   | Yonah  | 2 MiB    | 533 MHz    | 14x           | 31 W   |
| T2450  | 2000 MHz   | Yonah  | 2 MiB    | 533 MHz    | 15x           | 31 W   |
| T5200  | 1600 MHz   | Merom  | 2 MiB    | 533 MHz    | 12x           | 34 W   |
| T5300  | 1733 MHz   | Merom  | 2 MiB    | 533 MHz    | 13x           | 34 W   |
| T550   | 1667 MHz   | Merom  | 2 MiB    | 667 MHz    | 10x           | 34 W   |
| T5550  | 1833 MHz   | Merom  | 2 MiB    | 667 MHz    | 11x           | 35 W   |
| T5600  | 1833 MHz   | Merom  | 2 MiB    | 667 MHz    | 11x           | 34 W   |
| T5750  | 2000 MHz   | Merom  | 2 MiB    | 667 MHz    | 12x           | 35 W   |
| T6500  | 2100 MHz   | Penryn | 2 MiB    | 800 MHz    | 10,5x         | 1,15 v |
| T7100  | 1800 MHz   | Merom  | 2 MiB    | 800 MHz    | 9x            | 35 W   |
| T7200  | 2000 MHz   | Merom  | 4 MiB    | 667 MHz    | 12x           | 34 W   |
| T7250  | 2000 MHz   | Merom  | 2 MiB    | 800 MHz    | 10x           | 35 W   |
| T7300  | 2000 MHz   | Merom  | 4 MiB    | 800 MHz    | 10x           | 35 W   |
| T7400  | 2166 MHz   | Merom  | 4 MiB    | 667 MHz    | 13x           | 34 W   |
| T7500  | 2200 MHz   | Merom  | 4 MiB    | 800 MHz    | 11x           | 35 W   |
| T7600  | 2333 MHz   | Merom  | 4 MiB    | 667 MHz    | 14x           | 34 W   |
| T7700  | 2400 MHz   | Merom  | 4 MiB    | 800 MHz    | 12x           | 35 W   |
| T7800  | 2600 MHz   | Merom  | 4 MiB    | 800 MHz    | 13x           | 35 W   |
| T8100  | 2100 MHz   | Penryn | 3 MiB    | 800 MHz    | 10,5x         | 35 W   |
| T8300  | 2400 MHz   | Penryn | 3 MiB    | 800 MHz    | 12x           | 35 W   |
| T9300  | 2500 MHz   | Penryn | 6 MiB    | 800 MHz    | 12,5x         | 35 W   |
| T9500  | 2600 MHz   | Penryn | 6 MiB    | 800 MHz    | 13x           | 35 W   |

#### Core 2 Duo (Baixa Tensão)
| Modelo | Freqüência | Núcleo | Cache L2 | Barramento | Multiplicador | TDP  |
| ------ | ---------- | ------ | -------- | ---------- | ------------- | ---- |
| L7200  | 1333 MHz   | Merom  | 4 MiB    | 667 MHz    | 8x            | 17 W |
| L7300  | 1400 MHz   | Merom  | 4 MiB    | 800 MHz    | 7x            | 17 W |
| L7400  | 1500 MHz   | Merom  | 4 MiB    | 667 MHz    | 9x            | 17 W |
| L7500  | 1600 MHz   | Merom  | 4 MiB    | 800 MHz    | 8x            | 17 W |

#### Core 2 Duo (Tensão ultra-baixa)
| Modelo | Freqüência | Núcleo | Cache L2 | Barramento | Multiplicador | TDP  |
| ------ | ---------- | ------ | -------- | ---------- | ------------- | ---- |
| U7500  | 1066 MHz   | Merom  | 2 MiB    | 533 MHz    | 8x            | 10 W |
| U7600  | 1200 MHz   | Merom  | 2 MiB    | 533 MHz    | 9x            | 10 W |

#### Core 2 Solo[10]
| Modelo     | Freqüência | Núcleo  | Cache L2 | Barramento | Multiplicador | TDP   |
| ---------- | ---------- | ------- | -------- | ---------- | ------------- | ----- |
| U2100      | 1066 MHz   | Merom-L | 1 MiB    | 533 MHz    | 8x            | 5,5 W |
| U2200      | 1200 MHz   | Merom-L | 1 MiB    | 533 MHz    | 9x            | 5,5 W |
| ULV SU3300 | 1200 MHz   | Merom-L | 3 MiB    | 800 MHz    | 9x            | 5,5 W |
| SU3500     | 1300 MHz   | Merom-L | 3 MiB    | 800 MHz    | 6.5x          | 5,5 W |
| ULV SU3500 | 1400 MHz   | Merom-L | 3 MiB    | 800 MHz    | 7x            | 5,5 W |